# Inchiodate l'armata sul ponte
Inchiodate l'armata sul ponte  (Most) è un film di guerra del 1969, diretto da Hajrudin Krvavac.

## Trama
Durante la seconda guerra mondiale, la vittoria di un gruppo di partigiani dipende da un ponte. Il difficile incarico di distruggerlo viene affidato al Tigre, un coraggioso ufficiale jugoslavo. Questi, con un esiguo gruppo di uomini, tra cui un italiano e lo stesso costruttore del ponte, viene ostacolato più volte dai tedeschi. Quando tutto sembra perduto, e la vittoria sembra essere appannaggio dell'armata nemica, è lo stesso costruttore che distrugge la sua creazione.